# Cristina Brondo
Cristina Brondo (Barcelona, 16 de gener de 1977) és una actriu de cinema i televisió catalana.

## Biografia
Es va donar a conèixer al públic amb només 16 anys pel seu personatge a la sèrie de Televisió de Catalunya, Poblenou. El 2003 va aparèixer també a la sèrie 16 dobles. Va estudiar a l'escola d'actors Nancy Tuñón.
Va debutar al cinema a La camisa de la serpiente d'Antonio Pérez Canet i també ha aparegut a El far de Manuel Balaguer. Va tenir un paper secundari en les produccions Entre las piernas i Lola vende cá. També va participar en la pel·lícula internacional Una casa de bojos, de Cédric Klapisch. El 2004 va protagonitzar Hipnos, de David Carreras.
L'any 2002 va guanyar el premi a la millor actriu en la primera edició dels Premis Barcelona de Cinema, pel seu paper a la pel·lícula Lola, Vende Cá.

## Filmografia

### Sèries de televisió
- 2014-2015: B&b, de boca en boca com a Verónica "Vero" Camacho a Telecinco[3]
- 2013: Gran Hotel com a Beatriz a Antena 3
- 2011: Los misterios de Laura com a Eva a La 1
- 2010: La isla de los nominados com a Daniela a Cuatro
- 2007-2009: Herederos com a Cecilia Paniagua a La 1
- 2006: Divinos com a María a Antena 3
- 2005-2006: Maneras de sobrevivir com a Cris a Telecinco
- 2003: 16 dobles com a Lídia Bofill a TV3
- 1999-2000: El comisario com a Lucía a Telecinco
- 1995-1996: Rosa (secuela de Poblenou) com a Clàudia a TV3
- 1994: Poblenou com a Clàudia a TV3

### Telefilms
- 2013: El Rey com a Sofía de Grecia a Telecinco[3]
- 2010: Vuelo IL 8714 a Telecinco
- 2007: Vida de família com a Vanesa a Televisió de Catalunya.
- 2003: Sincopat com a Bianca

### Cine
- 2014: Perdona si te llamo amor com a Susana[3]
- 2011: Penumbra com a Marga
- 2010: 18 comidas com a Nuria
- 2007: Body Armour com a Catherine Maxwell
- 2007: ¿Y tú quién eres? com a Ana
- 2005: Mola ser malo com a Camarera
- 2005: Las muñecas rusas com a Soledad
- 2004: Hipnos com a Beatriz
- 2003: Diario de una becaria com a María
- 2002: Una casa de bojos com a Soledad
- 2002: Lola, Vende Cá[2]
- 2001: No te fallaré com a María
- 2000: Aunque tú no lo sepas com a Lucía
- 1999: Entre las piernas com a Luisa[4]